# Bracon nicaraguaensis
Bracon nicaraguaensis är en stekelart som beskrevs av Cameron 1905. Bracon nicaraguaensis ingår i släktet Bracon och familjen bracksteklar. Inga underarter finns listade.